# Audrey Niffenegger
Audrey Niffenegger (South Haven, 13 giugno 1963) è una scrittrice statunitense.
È l'autrice del bestseller La moglie dell'uomo che viaggiava nel tempo, pubblicato in Italia dalla casa editrice Arnoldo Mondadori Editore nel 2005. Il romanzo racconta l'intensa e complicata storia d'amore tra Henry DeTamble, un bibliotecario di Chicago che si trova a viaggiare nel tempo a causa di una strana malattia genetica, e la moglie Clare Abshire, conosciuta durante uno dei suoi involontari viaggi. Dal romanzo è stato tratto il film Un amore all'improvviso con Eric Bana e Rachel McAdams, uscito nelle sale nel 2009.
La Niffenegger è anche artista, autrice di racconti brevi e docente al Columbia College e al Interdisciplinary Book Arts MFA di Chicago, città in cui vive.

## Opere
- La moglie dell'uomo che viaggiava nel tempo (The Time Traveler's Wife) (2003), vincitore del Premio Alex nel 2004
- The Three incestous sister (2005)
- The Adventuress (2006)
- Un'inquietante simmetria (Her Fearful Symmetry) (2009)